# Happy Nation (песня)
«Happy Nation» (с англ. — «Счастливая нация») ― сингл шведской группы Ace of Base из их дебютного одноимённого альбома Happy Nation. Впервые она была выпущена в Скандинавии в 1992 году, а затем дважды в Великобритании. Первое появление было в октябре 1993 года, когда сингл достиг пика на 42-м месте, а через двенадцать месяцев снова вошёл в чарты под номером 40. Песня достигла 1-го места в чартах синглов Дании, Финляндии, Франции и Израиля в 1993 и 1994 годах. В 2008 году песня была переиздана.

## Критика
Критики высоко оценили песню. Редактор AllMusic Хосе Промис в своей рецензии назвал песню «звёздной». Журнал People написал, что песня доказывает ― Ace of Base более значимая группа, чем просто клон ABBA. Боб Валишевский из Plugged In отметил, что она способствует единству. Эдна Гандерсен из USA Today описала её как радостную. Газета The Vindicator писала, что смесь мелодии и ритма в песне просто неотразима.

## Музыкальный клип
Клип был снят в Гётеборге в январе 1993 года режиссёром Мэттом Бродли, который также снял клип на песню «All That She Wants». Видео начинается с зажжённой свечи, пламя которой дует в сторону. В клипе показаны изображения символов мира, рунические надписи, египетские иероглифы, славянские узоры, искусство коренных австралийцев, Будда, знаки Зодиака, символ инь-ян, Распятие Иисуса, Аль-Фатиху и книги Чарльза Дарвина «Происхождение видов». Он был загружен на YouTube в октябре 2010 года, а в августе 2020 года набрал более 52,6 миллиона просмотров, а концертная версия свыше 82 миллиона (2021)..

## Трек-лист
| CD single — UK 1. «Happy Nation» (radio edit) — 3:32 2. «Happy Nation» (12 inch version) — 6:39 3. «Happy Nation» (album version) — 4:11 CD maxi 1. «Happy Nation» (gold zone club mix) 2. «Happy Nation» (gold zone 7" edit) 3. «Happy Nation» (gold dub edit) 4. «Happy Nation» (moody gold mix) | 7" single 1. «Happy Nation» (radio edit) — 3:32 2. «Happy Nation» (album version) — 4:11 |

## Чарты и сертификации
| Чарт (1993—1994)                          | Высшая позиция |
| ----------------------------------------- | -------------- |
| Австралия (ARIA)                          | 80             |
| Австрия (Ö3 Austria Top 40)               | 6              |
| Бельгия/Фландрия (Ultratop 50)            | 8              |
| Дания (IFPI)                              | 1              |
| Европа (Eurochart Hot 100)                | 39             |
| Финляндия (Suomen virallinen lista)       | 1              |
| Франция (SNEP)                            | 1              |
| Германия (GfK)                            | 7              |
| Ирландия (Íslenski Listinn Topp 40)       | 14             |
| Израиль (Israel Top-30)                   | 1              |
| Нидерланды (Dutch Top 40)                 | 5              |
| Нидерланды (Single Top 100)               | 6              |
| Норвегия (VG-lista)                       | 6              |
| Новая Зеландия (Recorded Music NZ)        | 22             |
| Шотландия (OCC Scotland)                  | 37             |
| Швеция (Sverigetopplistan)                | 4              |
| Швейцария (Schweizer Hitparade)           | 23             |
| Великобритания UK Singles (OCC)           | 40             |
| Великобритания UK Airplay (Media Monitor) | 43             |

| Чарт (1993)                       | Позиция |
| --------------------------------- | ------- |
| Бельгия (Ultratop Flanders)       | 72      |
| Европа (Eurochart Hot 100)        | 67      |
| Германия (Official German Charts) | 42      |
| Нидерланды (Dutch Top 40)         | 63      |
| Нидерланды (Single Top 100)       | 79      |

| Чарт (1994)    | Позиция |
| -------------- | ------- |
| Франция (SNEP) | 16      |

| Регион | Сертификация | Продажи  |
| --- | ------------ | -------- |
| Франция (SNEP) | Серебряный   | 125 000* |
| Германия (BVMI) | Золотой      | 250 000^ |
| * Данные о продажах приведены только на основе сертификации. ^ Данные о тиражах приведены только на основе сертификации. |              |          |